# 범아랍주의

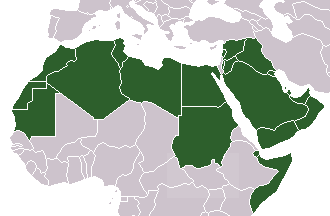
아랍세계

범아랍주의(وحدة عربية)는 아랍 민족을 중심으로 통일된 국가를 이루려는 범민족주의 운동을 말한다. 범아랍주의를 주창한 근대의 유명한 정치가로는 이집트의 가말 압델 나세르가 대표적이다. 나세르는 단명하기는 하였으나 시리아와 연합해 아랍 연합 공화국을 이루기도 하였다. 현대의 아랍 연맹 또한 이러한 범아랍주의의 연장선상에 있다.

## 같이 보기
- 바트주의
- 범아프리카주의
- 범이슬람주의
- 범튀르크주의